# 林虑郡
林虑郡，中国南北朝时设置的郡。
北魏永安元年（528年）置林虑郡，属相州。治所在林虑县（今河南林州市）。辖境相当今河南省林州市、鹤壁市和安阳县西部、汤阴县南部地区。东魏天平元年（534年）属司州。辖境相当今河南林州市、辉县市及淇县地。北齐建立废林虑郡。北周建德六年（577年）平北齐后，复置林虑郡，改治灵泉县（今安阳市西南）。下辖林虑县、灵泉县，属相州。隋文帝开皇三年（583年）废林虑郡，属地属相州。